# Cerkev sv. Lovrenca, Jezero
Cerkev sv. Lovrenca v Jezeru je podružnična cerkev Župnija Preserje.
Cerkev stoji na vrhu istoimenskega barjanskega osamelca. Na njem so bili najdeni ostanki prazgodovinske naselbine. Cerkev je bila tu vsaj že v 12. stoletju, v dobi romanike, kasneje so jo večkrat preoblikovali.
Sestavljajo jo pravokotna obokana ladja, tristrano zaključen prezbiterij na vzhodu in zvonik z nizko piramidasto streho na zahodu. Skozi obokano pritličje zvonika vodi v ladjo polkrožen kamnit baročen portal. Notranjščina ladje je pokrita s plitvim banjastim obokom, prezbiterij, ki ga loči od ladje nizek slavolok, ima zvezdast obok, sestavljen iz sosvodnic. Tlaki so sestavljeni iz opečnih tlakovcev.  Cerkev je bila pod nadzorom spomeniškega varstva leta 2010 obnovljena in je pri tem razkrila nekaj svoje srednjeveške zgodovine.

## Zgodovina cerkve
Na zgodnji nastanek cerkve in njeno romansko poreklo navajata (kot piše Marijan Zadnikar v svoji knjigi Romanika na Slovenskem) že patrocinij sv. Lovrenca in osamljena lega nad vasjo. V romanskem obdobju je imela cerkev pravokotno ladjo z majhnimi pravokotnimi okenci, polkrožno apsido in zvoniček na preslico.
Ob koncu 15. ali začetku 16. stoletja je stavba doživela prvo predelavo. Severno in južno steno ladje so poslikali s posvetilnimi križi (našli so ostanke krizme, posvetilnega olja) in rastlinsko dekorativno ornamentiko v obliki vitic,  na vrhu zaključeno z značilnimi trilisti. Poslikava je uokvirjena z borduro, ki določa tudi takratno višino ladje, verjetno pokrite z ravnim lesenim stropom, ki je bila nižja od sedanje.
V 16. stoletju so v severni in južni steni naredili po eno večje okno; južno ima šilasto zaključen kamnit okenski okvir. Ob vgradnji novih oken so del dekorativne poslikave uničili in nova okenska ostenja poslikali z dekorativno poslikavo v obliki kvadrov.
V 17. stoletju imamo o cerkvi tudi že pisna poročila. Prvič se pisno omenjena v protokolu vizitacije ljubljanskega škofa Rinalda Scarlicchija leta 1631. Škof s cerkvijo ni bil zadovoljen. Ker pomanjkljivosti niso odpravili, je bilo leta 1661 v njej prepovedano opravljati bogoslužje. To je zaleglo in leta 1668 je cerkev že imela na novo zgrajen širok in obokan prezbiterij in zvonik, oltar sv. Lovrenca pa je imel pozlačen nastavek.
Leta 1689 omenja cerkev Janez Vajkard Valvasor v Slavi vojvodine Kranjske kot eno od podružnic župnije Ig. Leta 1792 , ob jožefinski reformi, je bila priključena preserski župniji.
V 19. stoletju je cerkvena ladja dobila banjast obok in nove debele omete. Lesen oltarni nastavek nosi letnico 1841. Po zapisu Marijana Marolta so bil leta 1929 na oltarju kip sv. Lovrenca v tronu, sv. Miklavža in sv. Štefana ob straneh in skupina Marijinega kronanja v atiki.
Leta 1942 so grič in cerkev zasedli partizani. Ko so v vas prišli Italijani, so se partizani umaknili, še prej pa so cerkev minirali. Na srečo eksplozija ni naredila večje škode.
Leta 1987 so bili z oltarja ukradeni vsi dragoceni kipi. Nove kipe sv. Lovrenca, sv. Miklavža in sv. Karla Boromejskega je izdelal kipar samouk Drago Košir iz Jelovca pri Sodražici.
Pri zadnjih obnovitvenih delih leta 2010 so v ladji odstranili vrhnji omet in prikazali poslikavo s  posvetilnimi križi iz konca 15. ali začetka 16. stoletja.

- pogled na cerkev z jugovzhoda
- kamnit baročen vhodni portal
- poslikava s posvetilnimi križi in trilisti